# Bois de Maillance
Le Bois de Maillance ou bois de Maillancé est un site naturel protégé, classée ZNIEFF de type I, situé sur la commune de Sermoyer dans le département de l'Ain.

## Statut
Le site est classé zone naturelle d'intérêt écologique, faunistique et floristique de type I sous le numéro régional n°01010001.
Il fait partie de la Zone de Protection des Prairies humides du Val de Saône. Cette zone est reprise dans le réseau Natura 2000 comme zone de protection spéciale et site d'intérêt communautaire.

## Description
Le bois de Maillancé est situé dans au confluent de la Seille et de la Saône. Il constitue l'un des derniers vestiges de la forêt alluviale qui s'étendait le long de la Saône.

## Flore
Le bois est dominé par le frêne à feuilles étroites, l'orme lisse, ainsi que la vigne sauvage.  

## Faune
Le site comptait une colonie de Bihoreau gris qui a été délogée à la suite de l'exploitation forestière.  
Une centaine de nids le Hérons cendrés ont été dénombrés en 2000. 